# Маријан Опреа
Маријан Опреа (рум. Marian Oprea; Питешти, 6. јун 1982) је румунски атлетичар, чија је специјалност такмичење у био троскоку, освајач сребрне медаље на Олимпијским играма 2004.
Његови лични рекорди на отвореном (17,81 м) и у дворани (17,74 м) су и национални рекорди Румуније већ више од 10 година.

## Спортска биографија
Први медаљу на великим такмичењима освојио је Европском јуниорском првенству 1999. освајањем 3. места. Након што је постао јуниорски првак света 2000. у Сантијагу де Чиле, квалификовао се за своје прво велико такмичење у сениорској конкуренцији Светско првенство 2001. у Едмонтону. Прву медаљу у сениорској конкуренцији добио је у Бечу на Европском првенству у дворани 2002. освајањем другог места.
Године 2003. поново доживљава неуспех на Светско првенство у атлетицици 2003. у Бирмингему, пре него што је прошао квалификације за Олимпијске игре 2004., где коначно добија сребрну медаљу.
После овог успеха био је један о фаворита 2005. на Светском првенству у Хелсинкију, поготово што велики фаворит Швеђанин Кристијан Олсон није учествовао. Освојио је бронзану медаљу.
Претрпео је озбиљне повреде колена (тендинитис) и пропустио Светско првенству у атлетици 2009. Одлучио је да се подвргне операцији и после паузе од две године вратио се скоком од 16,88 метара у мају 2010. Доказ да је дошао у врхунску форму била је сребрна медаља на Европском првенству у Барселони 2010. (скок 17,51 м), која му је омогућила да представља Европу на Континнталном купу 2010. у Сплиту где осваја 1. место.
После пуне 4 „посне“ године 2015. на Европском првенству у дворани у Прагу заузима треће место (16,91). Исте године на Светском првенству у Пекингу поново скаче преко 17 м.
На крају сезоне 2015. Маријан Опреа својим личним рекорсдом у дворани 17,74 (2006) заузима 7. место на вечној светској ранг листи троскокаша у дворани.Вечна светска ранг листа скакачу у троскоку у дворани ИААФ

## Значајнији резултати
| Датум | Такмичење                                             | Град              | Пласман | Резултат | Детаљи |
| ----- | ----------------------------------------------------- | ----------------- | ------- | -------- | ------ |
| 1999  | Светско првенство младих                              | Бидгошч           | 4.      | 15,70    |        |
| 1999  | Европско јуниорско првенство                          | Рига              |         | 15,98    |        |
| 2000  | I лига Купа Европе                                    | Бидгошч           | 4.      | 16,27    |        |
| 2000  | Светско јуниорско првенство                           | Сантијаго де Чиле |         | 16,41    |        |
| 2001  | I лига Европског купа                                 | Будимпешта        | 1.      | 17,13    |        |
| 2001  | Европско јуниорско првенство                          | Гросето           |         | 16,65    |        |
| 2001  | Светско првенство                                     | Едмонтон          | 13.     | 16,62    |        |
| 2001  | Универзијада                                          | Пекинг            |         | 17,11    |        |
| 2002  | Европско првенство у дворани                          | Беч               |         | 17,22    |        |
| 2002  | Европско првенство                                    | Минхен            | 14.     | 16,47    |        |
| 2003  | Светско првенство у дворани                           | Бирмингем         | 8.      | 16,59    |        |
| 2003  | II лига Европског купа                                | Истанбул          | 1.      | 17,25    |        |
| 2003  | Европско првенство за млађе сениоре У-23              | Бидгошч           |         | 17,28    |        |
| 2003  | Светско првенство                                     | Париз             | 17.     | 16,55    |        |
| 2004  | Светско првенство у дворани                           | Будимпешта        | 5.      | 17,19    |        |
| 2004  | I лига Европског купа                                 | Пловдив           | 1.      | 17,41    |        |
| 2004  | Олимпијске игре                                       | Атина             |         | 17,55    |        |
| 2004  | Светско атлетско финале 2004.                         | Монако            | 8.      | 16,36    |        |
| 2005  | I лига Европског купа                                 | Леирија           | 1.      | 17,22    |        |
| 2005  | Светско првенство                                     | Хелсинки          |         | 17,40    |        |
| 2006  | Светско првенство у дворани                           | Москва            | 4.      | 17,34    |        |
| 2006  | Европско првенство                                    | Гетеборг          |         | 17,18    |        |
| 2006  | Светско атлетско финале 2006.                         | Штутгарт          | 8.      | 16,54    |        |
| 2006  | Светски куп                                           | Атина             | 3.      | 17,05    |        |
| 2008  | Олимпијске игре                                       | Пекинг            | 5.      | 17,22    |        |
| 2010  | Европско екипно првенство у атлетици 2010 - Прва лига | Будимпешта        | 2.      | 16,73    |        |
| 2010  | Европско првенство                                    | Барселона         |         | 17,51    |        |
| 2010  | Континентални куп                                     | Сплит             | 1.      | 17,29    |        |
| 2011  | Европско првенство у дворани                          | Париз             |         | 17,62    |        |
| 2011  | Европско екипно првенство у атлетици 2011 - Прва лига | Измир             | 1.      | 16,83    |        |
| 2011  | Светско првенство                                     | Тегу              | 15      | 16,61    |        |
| 2012. | Балканско првенство у дворани                         | Истанбул          |         | 16,43    |        |
| 2012. | Светско првенство у дворани                           | Истанбул          | 11.     | 16,58    |        |
| 2012. | Европско првенство                                    | Хелсинки          | 21.     | 16,17    |        |
| 2013  | Европско екипно првенство у атлетици 2013 - Прва лига | Даблин            | 5.      | 15,86    |        |
| 2013  | Балканско првенство на отвореном                      | Стара Загора      |         | 17,24    |        |
| 2013  | Светско првенство                                     | Москва            | 6.      | 16,82    |        |
| 2014  | Европско првенство                                    | Цирих             | 5.      | 16,94    |        |
| 2014  | Светско првенство у дворани                           | Сопот             | 4.      | 17,21    |        |
| 2015  | Европско првенство у дворани                          | Праг              |         | 16,91    |        |
| 2015  | Светско првенство                                     | Пекинг            | 6.      | 17,06    |        |

## Лични рекорди
отворено
| Дисциплина | Датум         | Место   | Резултат | Ветар    |
| ---------- | ------------- | ------- | -------- | -------- |
| Скок удаљ  | 18. јун 2005. | Леирија | 7,73     | -1,7 м/с |
| Троскок    | 5. јул 2005.  | Лозана  | 17,81    | +1,0 м/с |

дворана
| Дисциплина | Датум             | Место    | Резултат |
| ---------- | ----------------- | -------- | -------- |
| Скок удаљ  | 17. фебруар 2002. | Букурешт | 7,63     |
| Троскок    | 18. фебруар 2006. | Букурешт | 17,74    |